# Grande Teatro de Bordéus

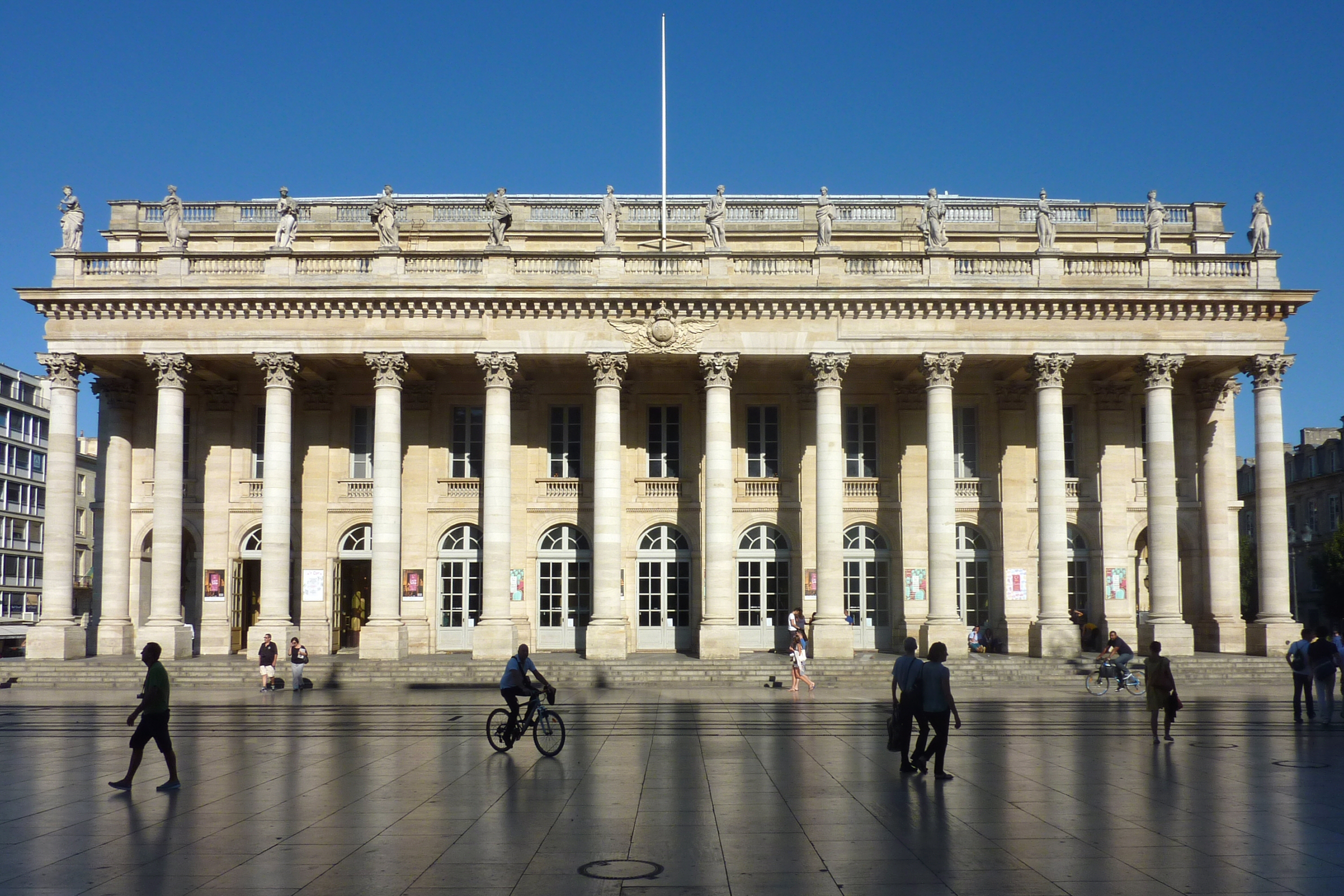
Grande Teatro de Bordéus

Grande Teatro de Bordéus (em francês: Grand Théâtre de Bordeaux), é um teatro de Bordéus inaugurado a 17 de abril de 1780, com a apresentação da obra Athalie de Jean Racine. Mandado construir pelo marechal Richelieu, aqui foi representado pela primeira vez o balé La fille mal gardée em 1789, onde o jovem Marius Petipa havia coreografado as suas primeiras representações de balé. O edifício foi projectado pelo arquiteto Victor Louis (1731–1800), com o qual venceria o Grand Prix de Roma. O arquiteto foi também responsável pelo Palais Royal e Comédie-Française, em Paris.
Ele foi projetado como um reino da arte e luz, com uma fachada neoclássica dotada de um pórtico com 12 colunas de ordem coríntia que sustentam um entablamento coroado por 12 estátuas que representam as nove musas e três deusas (Juno, Vênus e Minerva). Pierre-François Berruer fora o autor de quatro estátuas e o seu assistente Van den Drix esculpiu as outras a partir dos modelos de Berrue.
Em 1871 o teatro hospedara, por um breve período, a Assembleia Nacional do parlamento francês. O interior do edifício foi restaurado em 1991 e actualmente tem sido reportado às cores originais de azul e dourado. É uma das mais antigas estruturas teatrais em madeira da Europa que jamais fora queimado ou necessária a sua reconstrução. Constitui a atual sede da Ópera Nacional e do Balé National de Bordéus.

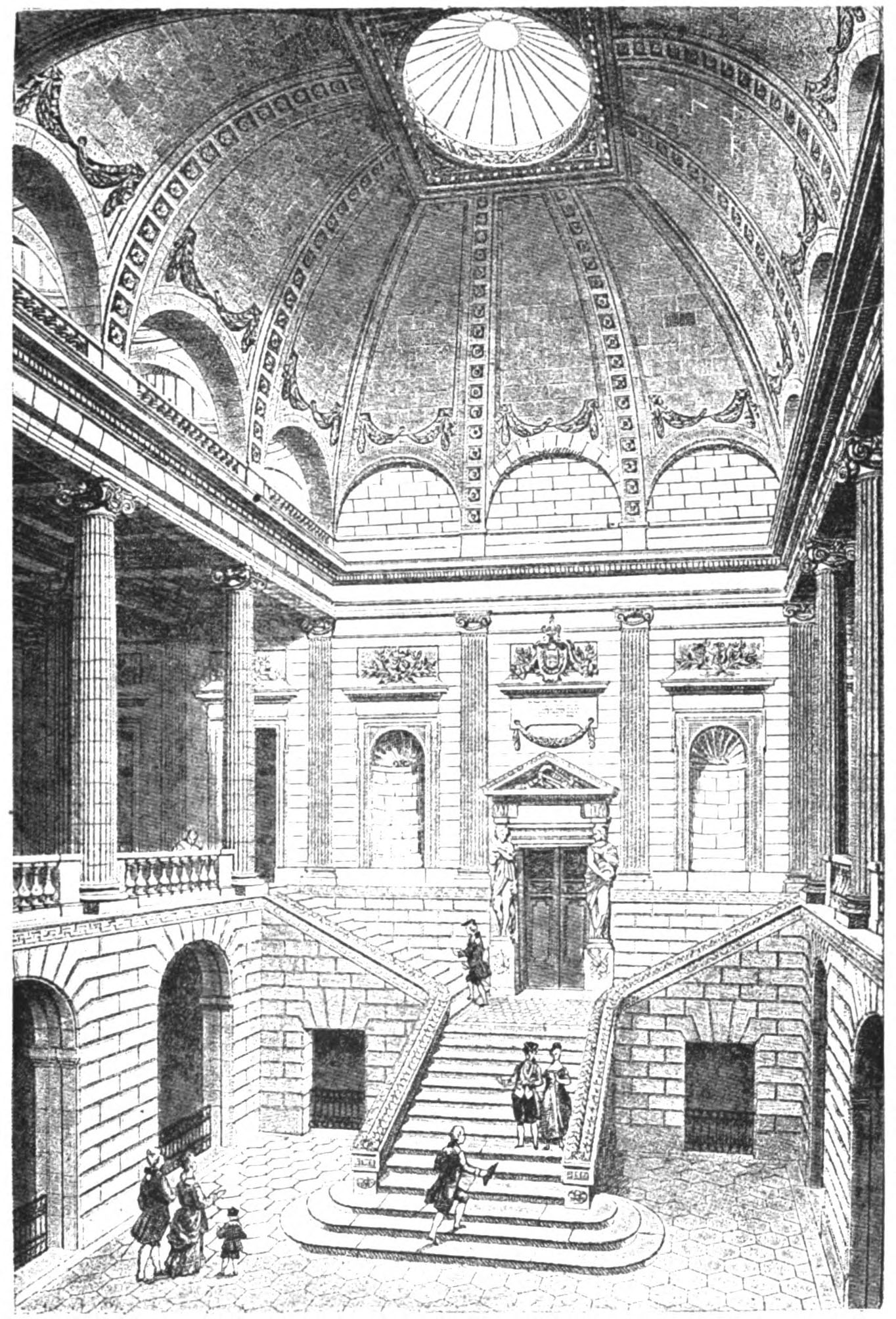
Escadaria
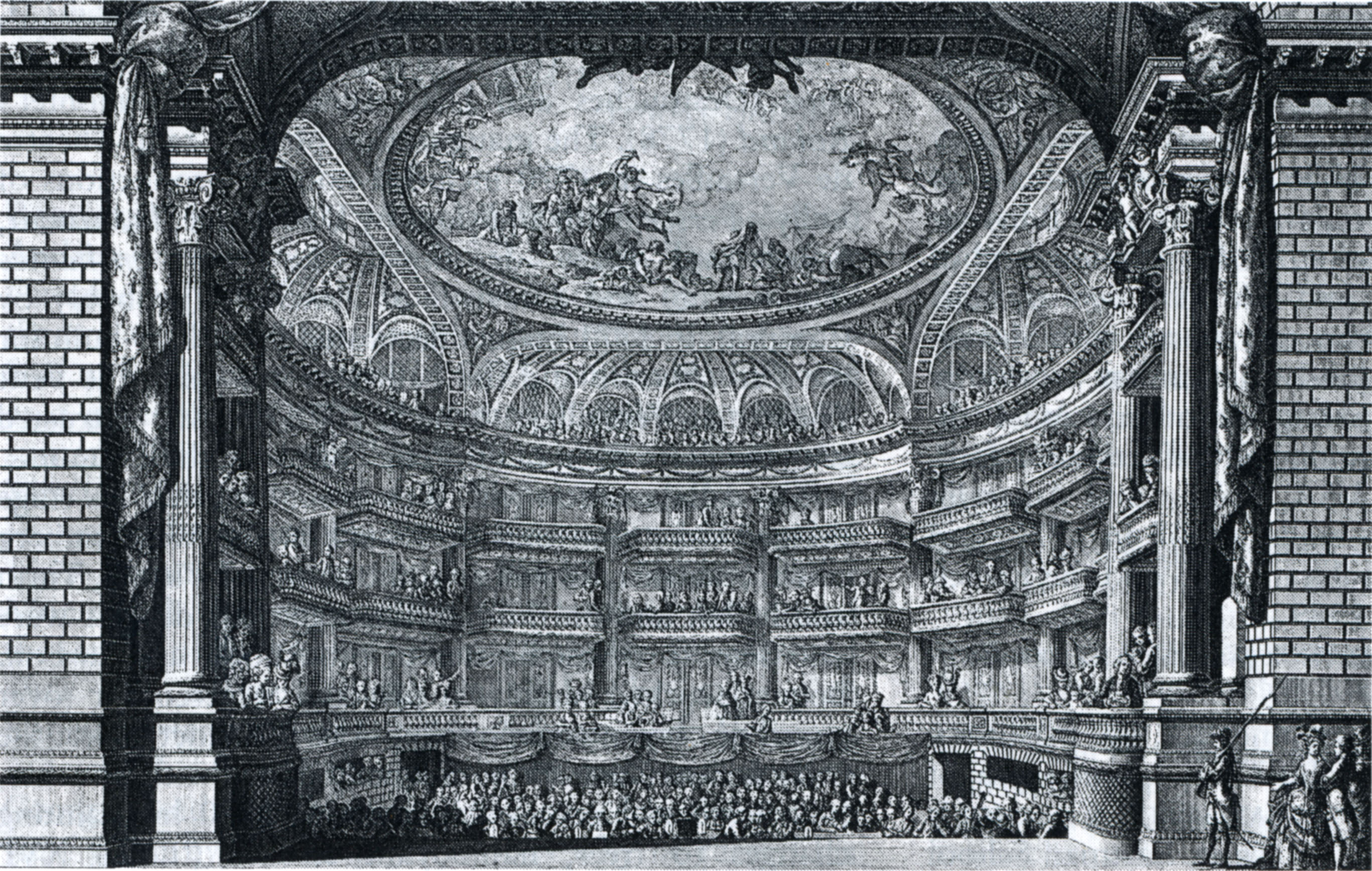
Auditório
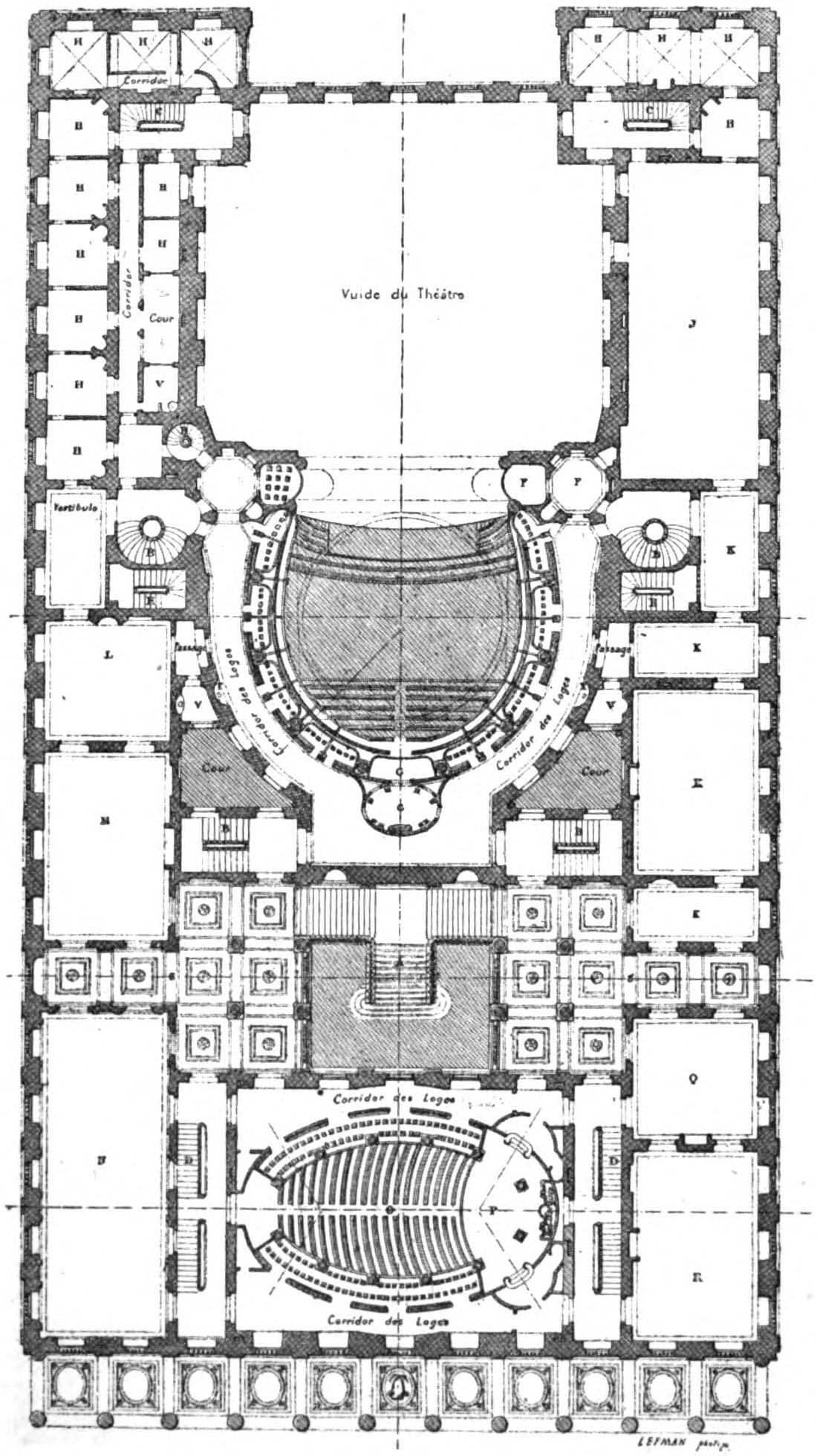
Planta (1881)